# Alberto Polo

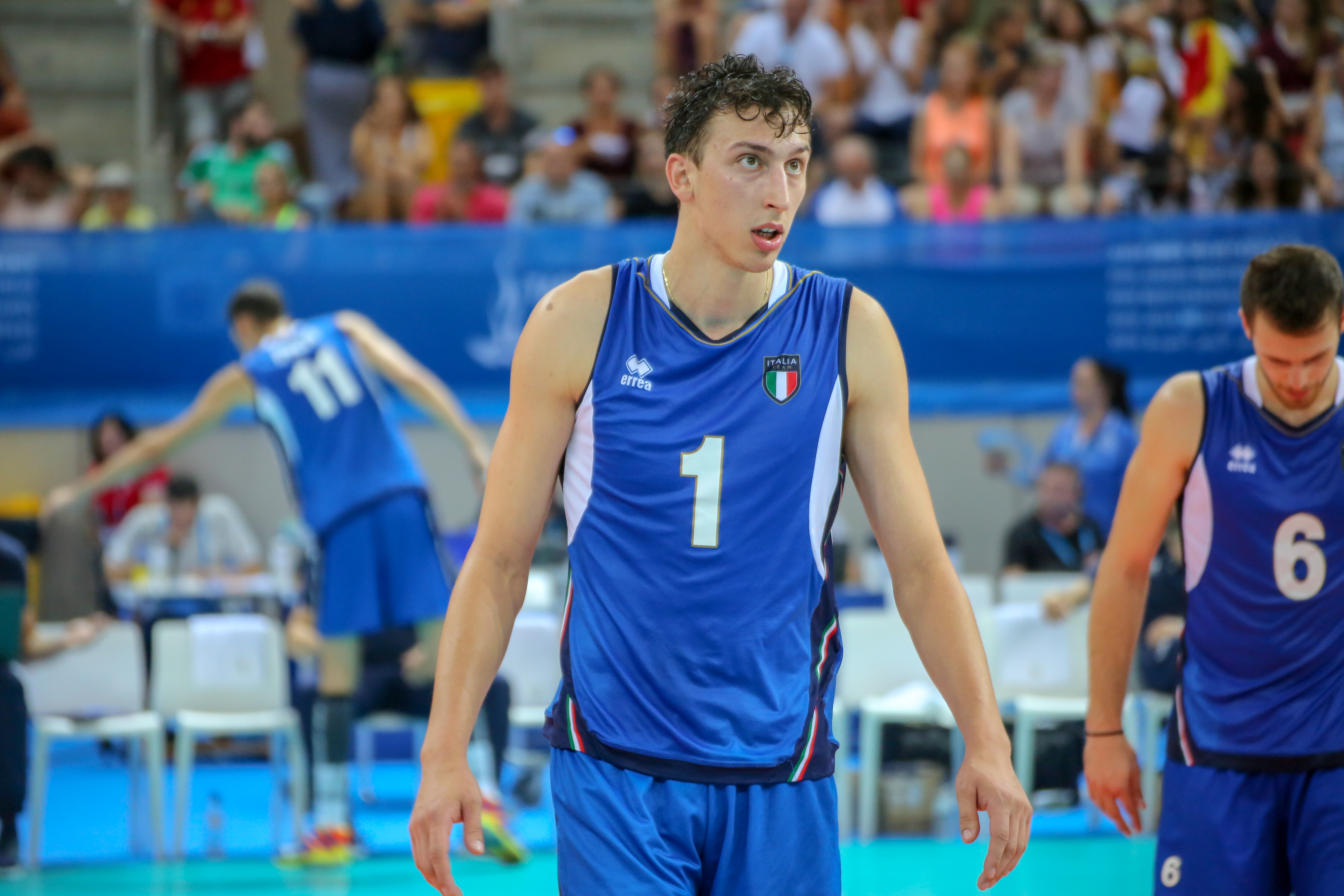
Alberto Polo reprezentantem Włoch na Igrzyskach Śródziemnomorskich 2018

Alberto Polo (ur. 7 września 1995 w Bassano del Grappa) – włoski siatkarz, grający na pozycji środkowego. 
W pierwszym meczu ćwierćfinałowym Serie A1 (2020/2021) przeciwko Itasowi Trentino wykryto w jego organizmie substancję Meldonium, gdzie następnie został zawieszony przez Trybunał Antydopingowy Coni. W lipcu 2021 roku został zdyskwalifikowany za doping na 2 lata. Jednak po jego apelacji Krajowy Sąd Apelacyjny dotyczący spraw Antydopingu podwoił nałożony na niego wyrok, łącznie musiał pauzować przez 4 lata. Wrócił do gry pod koniec marca 2025 roku.

## Kariera klubowa
| Lata                      | Klub                         |
| 2013–2014 (od 19.12.2013) | Diatec Trentino              |
| 2014–2015                 | B-Chem Potenza Picena        |
| 2015–2016                 | CMC Rawenna                  |
| 2016–2017                 | Exprivia Molfetta            |
| 2017–2020                 | Kioene Padwa                 |
| 2020–2021                 | Gas Sales Bluenergy Piacenza |
| 2025– (od 24.03.2025)     | Sonepar Padwa                |

## Sukcesy reprezentacyjne
Mistrzostwa Świata U-23:
- 2015[4]

Igrzyska Śródziemnomorskie:
- 2018

Letnia Uniwersjada:
- 2019